# 神戸駅 (群馬県)
神戸駅（ごうどえき）は、群馬県みどり市東町神戸にある、わたらせ渓谷鐵道わたらせ渓谷線の駅である。駅番号はWK12。
この駅から沢入駅までの約6 kmは急勾配区間で、草木ダムの堤体高さ（約140 m）と同じ高低差を草木トンネルで一気に登っていく。

## 歴史
ディーゼル化される前は、C12形蒸気機関車の牽引で貨物・客車列車を運行していた。当駅より足尾本山側は急勾配が続くため、重連による蒸気機関車の運行を行っていた（この駅が重連の拠点となっていた）が、草木トンネルの開通に伴い無煙化された。
開業時は、駅名を神戸駅（こうべえき、兵庫県神戸市中央区）との混同を防ぐため神土駅（ごうどえき）としたが、わたらせ渓谷鐵道への転換時に本来の地名に合わせ、現在の駅名に改称した。「神土」の表記は小中駅 - 当駅間にある第一神土トンネル・第二神土トンネルに残っている。

### 年表
- 1912年（大正元年）
  - 9月5日：足尾鉄道の大間々町駅（現在の大間々駅） - 当駅間開通に伴い、神土駅として開業[2][6][1][5]。
  - 11月11日：当駅 - 沢入駅間が延伸開業[2][7]。
- 1913年（大正2年）10月13日：足尾鉄道を国が借入れ。路線名を足尾線に改称[2][8]。
- 1918年（大正7年）6月1日：国が足尾鉄道を買収し国有化[2]。
- 1965年（昭和35年）12月15日：貨物取扱を廃止[2]。
- 1973年（昭和48年）6月27日：草木ダム建設に伴い、当駅 - 沢入駅間の線路を付け替え[2]。草木駅を廃止[9]。
- 1987年（昭和62年）4月1日：国鉄分割民営化に伴い、東日本旅客鉄道（JR東日本）の駅となる[2]。
- 1989年（平成元年）3月29日：JR足尾線の第三セクター鉄道転換により、わたらせ渓谷鐵道の駅となる[2]。同時に駅名を神戸駅に改称し、無人化[2]。
- 2009年（平成21年）11月2日 - 駅本屋が周辺設備とともに登録有形文化財に登録される（官報告示は11月19日）[10]。
- 2016年（平成28年）：駅本屋が「わたらせ渓谷鐵道関連施設群」の一部として、土木学会選奨土木遺産に選ばれる[11]。

## 駅構造
相対式ホーム2面2線を有する地上駅である。木造駅舎を有する。無人駅であるが、わたらせ渓谷鐵道が地元住民にボランティア駅長として委嘱している。日中のみ稼働する自動券売機（後述のレストラン休業日は使用不可）が設置されている。
駅舎側が足尾方面、反対側のホームが桐生方面で列車交換が可能。両ホーム間は跨線橋および小中方にある構内踏切で連絡している。国鉄時代は2面3線だったが、現在桐生方面の1線は列車のレストラン「清流」（次節）が利用している。
開業時に竣工した木造の駅舎が現在でも使用されており（開業後増築・改修を3回実施）、駅本屋やプラットホームなどの設備が登録有形文化財に登録されている。
駅前広場には路線バスの停車・転回スペースがあるほか、大型観光バス・乗用車用の駐車場が設けられている。当駅周辺は花桃の名所となっており、毎年4月の「神戸駅花桃まつり」の際は駐車場がイベントスペースとなり、一般車の駅前乗り入れはできなくなる。

### のりば
| 番線   | 路線            | 方向 | 行先             |
| ------ | --------------- | ---- | ---------------- |
| 駅舎側 | ■わたらせ渓谷線 | 下り | 足尾・間藤方面   |
| 反対側 | ■わたらせ渓谷線 | 上り | 大間々・桐生方面 |

※案内上ののりば番号は割り当てられていない。駅舎側ホームは桐生方面への折り返し運転に対応。

### 列車のレストラン「清流」
特急けごんとして東武鉄道日光線を走っていた元1720系「デラックス・ロマンス・カー」の4両目と5両目の2両を利用した列車レストランで、駅舎がある桐生方面ホーム横に設けられている。当初は清流にちなんだ青色に塗装されていたが、2011年（平成23年）1月末に現役当時の塗装に復元された。車内は、テーブルの設置以外ほとんど改造されておらず、当時のままの姿を保っている。

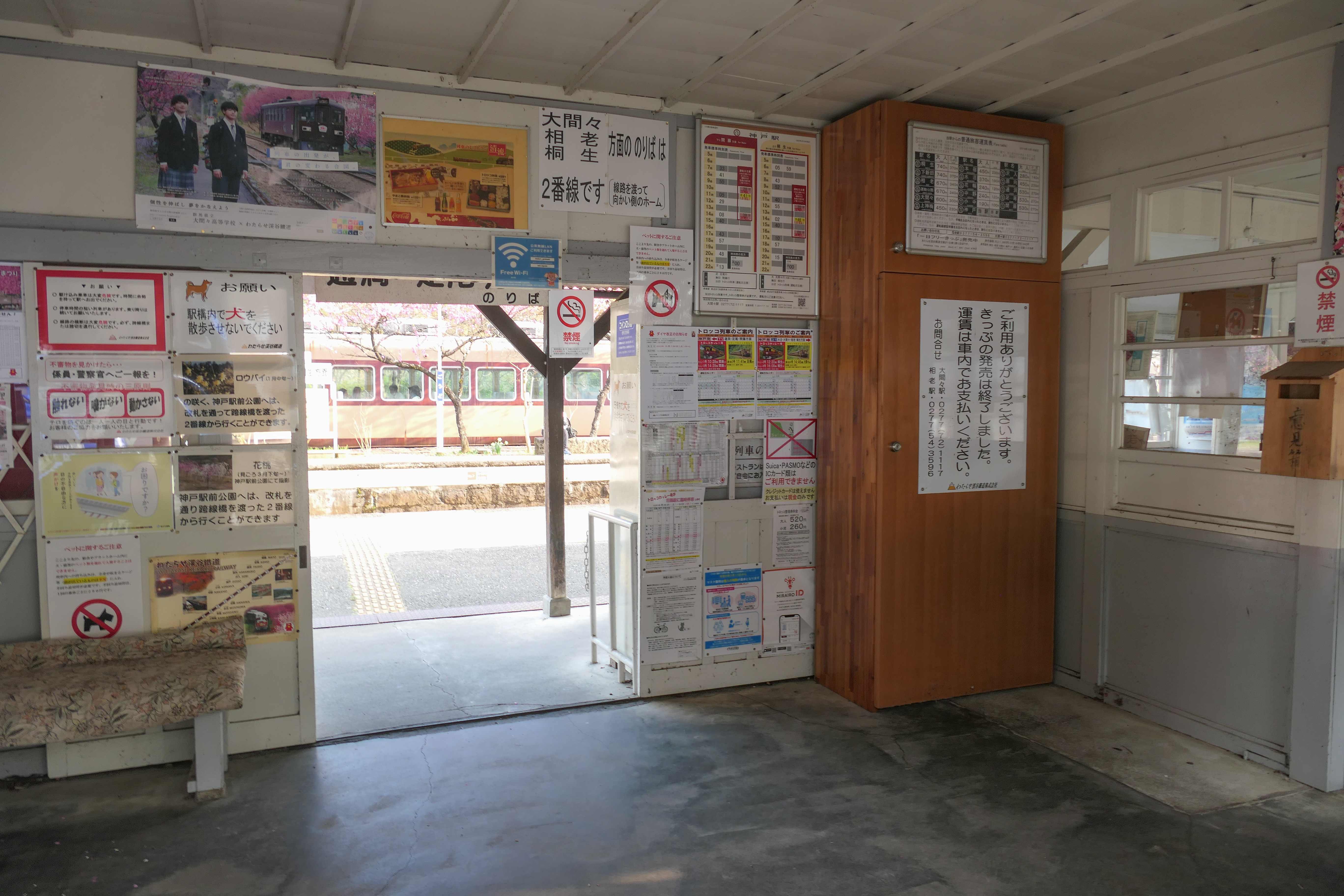
駅舎内（2023年4月）
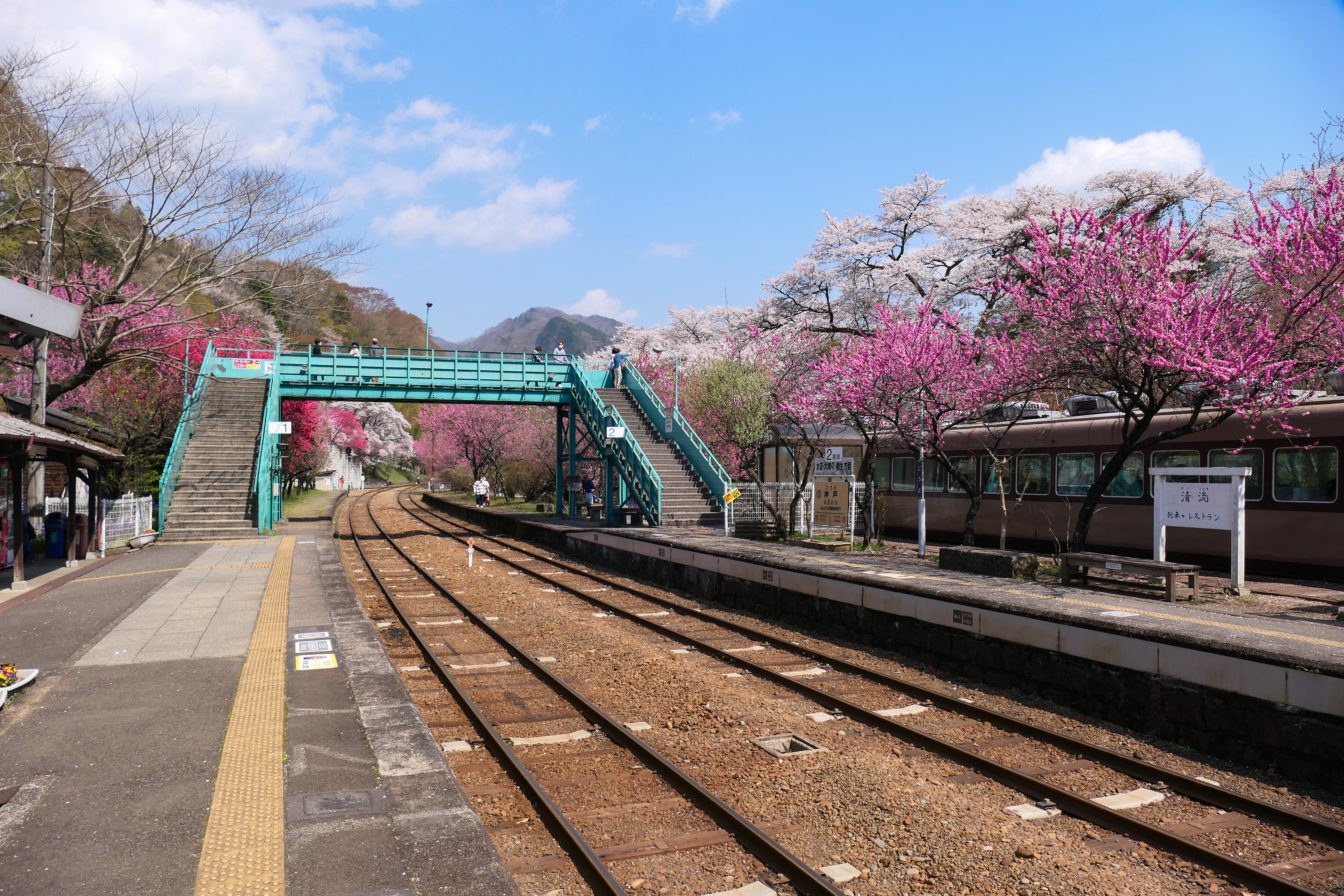
ホームと跨線橋（2023年4月）
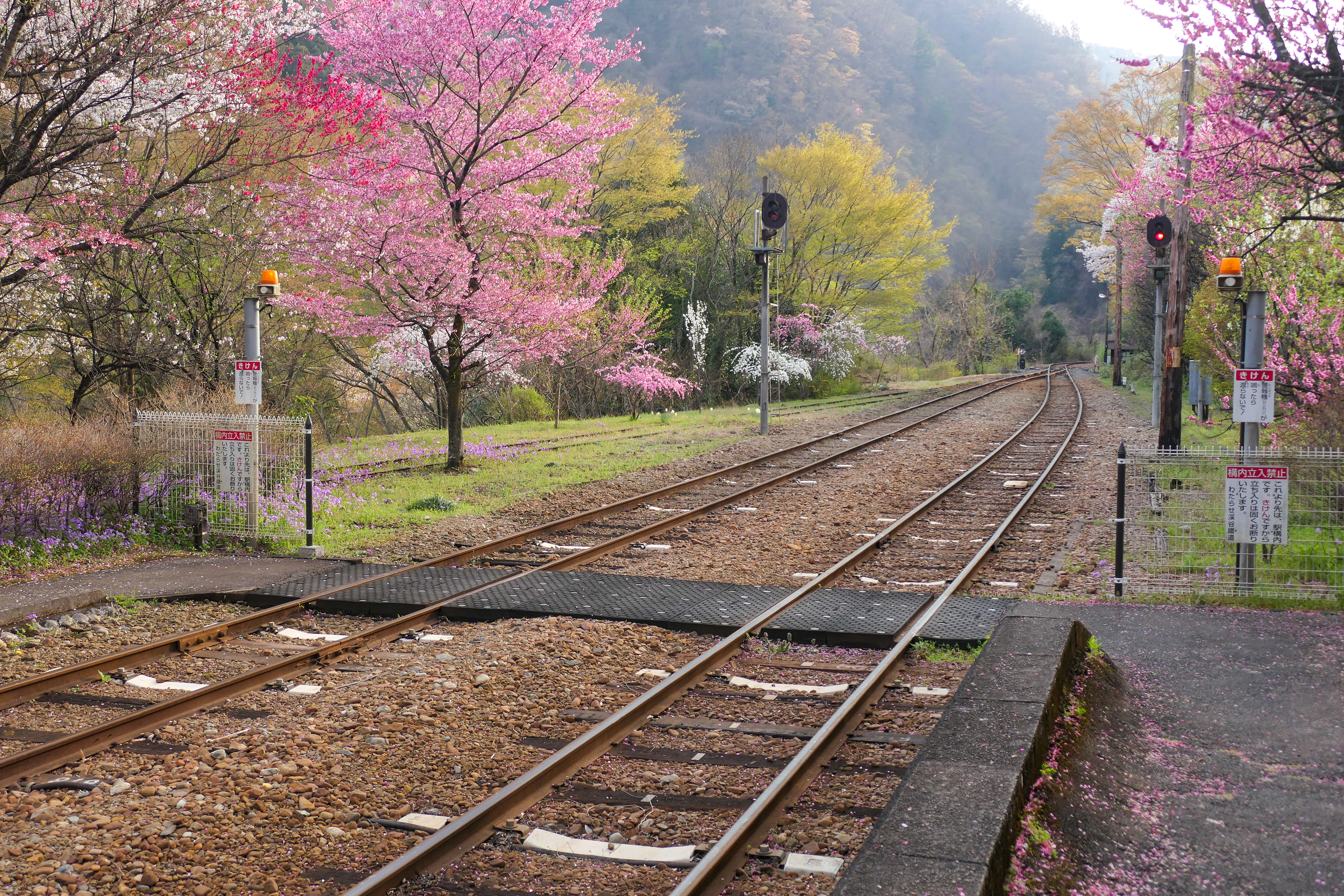
構内踏切（2023年4月）
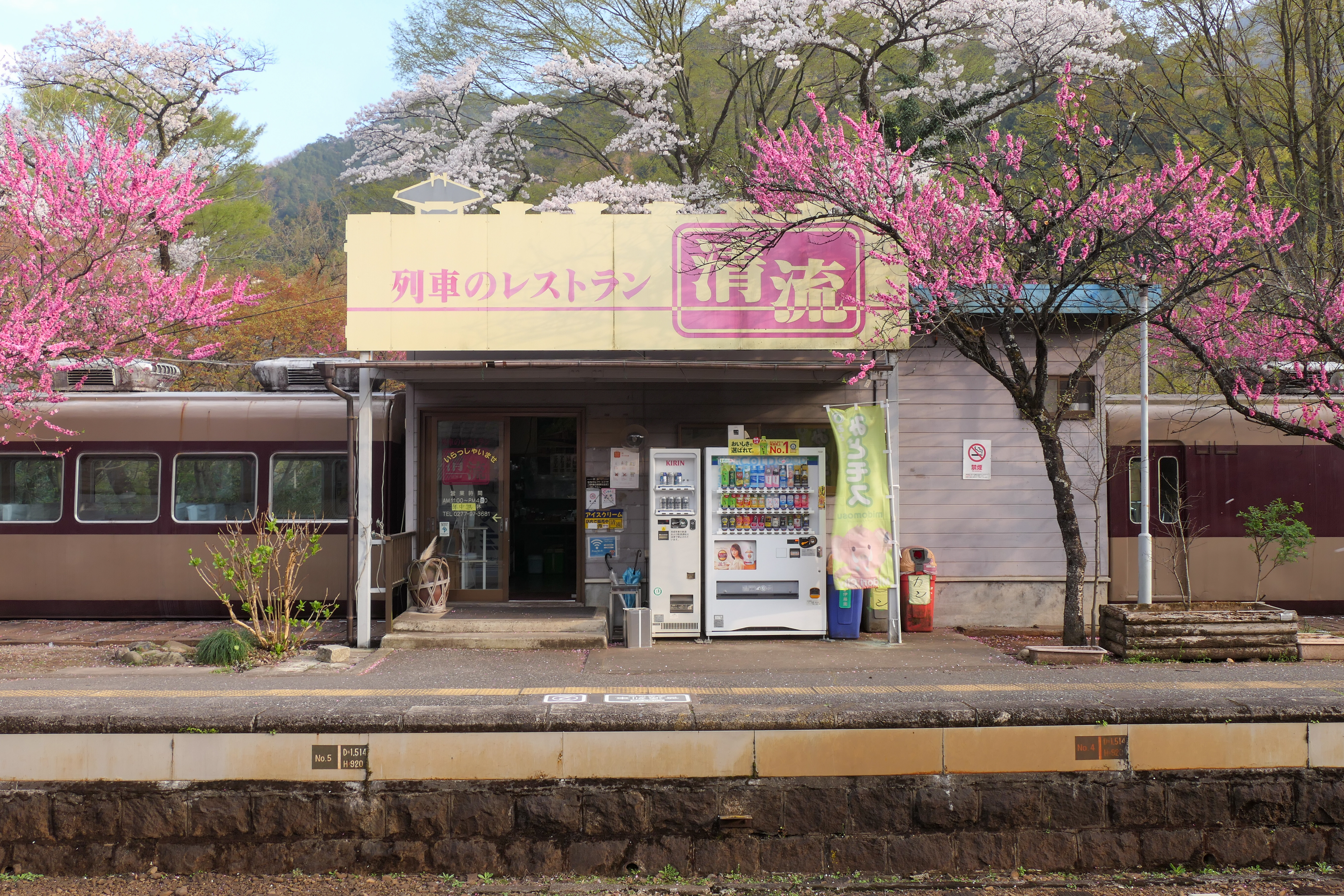
列車のレストラン「清流」（2023年4月）

## 駅弁
土曜・休日を中心に車内での販売も行われることがある。主な駅弁は下記の通り。
- トロッコ弁当
- やまと豚弁当[3]

## 利用状況
1日の平均乗降人員は以下の通りである。
| 年度   | 1日平均人数 |
| ------ | ----------- |
| 2011年 | 229         |
| 2012年 | 246         |
| 2013年 | 206         |
| 2014年 | 219         |
| 2015年 | 227         |
| 2016年 | 228         |
| 2017年 | 206         |
| 2018年 | 198         |

## 駅周辺
- みどり市立あずま小中学校
- 国道122号
- 草木ダム
- 道の駅富弘美術館・みどり市立富弘美術館 - 徒歩ではやや遠い。市営バスでは10分ほど。
- 群馬県道268号船笹神戸停車場線

## バス路線
| 停留所 | 運行事業者                              | 系統         | 行先                 |
| ------ | --------------------------------------- | ------------ | -------------------- |
| 神戸駅 | みどり市東町路線バス （赤城観光自動車） | 小中線       | 追付橋               |
| 神戸駅 | みどり市東町路線バス （赤城観光自動車） | 花輪線       | 花輪駅               |
| 神戸駅 | みどり市東町路線バス （赤城観光自動車） | 二区集会所線 | 神戸駅               |
| 神戸駅 | みどり市東町路線バス （赤城観光自動車） | 沢入線       | 沢入駅               |
| 神戸駅 | みどり市東町路線バス （赤城観光自動車） | 美術館線     | 富弘美術館／国民宿舎 |

## その他
当駅では、普通乗車券所持者に限り途中下車が可能となっている（整理券では不可）。

### 文化財等
登録有形文化財 - 2009年（平成21年）11月2日登録
- 本屋及び下り線プラットホーム[10][19]
- 休憩所[20][21]
- 危険品庫[22][23]
- 上り線プラットホーム[24][25]

土木学会選奨土木遺産 - 2016年度（平成28年度）認定
- 駅本屋[11]（わたらせ渓谷鐵道関連施設群の一部として）

### ロケ地となった作品
当駅では、以下の作品でロケ地として使用されている。
映画
- 天使の恋（2009年） - 佐々木希演じる主人公のラストシーンに使用[1]。

その他
- プリッツ（江崎グリコ、テレビCM）[要出典]
- yui memory（小倉唯写真集）[要出典]

## 隣の駅
わたらせ渓谷鐵道
■わたらせ渓谷線
- トロッコ列車「トロッコわたらせ渓谷号」・「トロッコわっしー号」停車駅

小中駅（WK11） - 神戸駅（WK12） - 沢入駅（WK13）

### 「ごうど」と読む他の駅
- 郷戸駅 - 福島県河沼郡柳津町にあるJR東日本只見線の駅
- 顔戸駅 - 岐阜県可児郡御嵩町にある名鉄広見線の駅